# Brood & Rozen
Brood & Rozen is een Belgisch Nederlandstalig politiek-geschiedkundig tijdschrift dat wordt uitgegeven door het Amsab-ISG.

## Geschiedenis
Het eerste exemplaar van dit socialistisch tijdschrift verscheen in 1982 onder de titel AMSAB tijdingen.
Sinds 1996 verschijnt het tijdschrift onder de huidige naam Brood & Rozen, met als ondertitel Tijdschrift voor de Geschiedenis van Sociale Bewegingen.